# Герб лена Эльвсборг
Герб лена Эльвсборг (швед. Älvsborgs läns vapen) — символ прежнего административно-территориального образования лена Эльвсборг, Швеция.

## История
Герб этого лена утвержден в 1942 году. Лен Скараборг ликвидирован 31 декабря 1997 после объединения с ленами Гётеборг-Бохус и Скараборг в нынешний лен Вестра-Гёталанд.

## Описание (блазон)
Щит рассечён и пересечён, в первом и четвёртом скошенных слева на чёрное и золотое полях лев в обратных цветах с червлёным вооружением, в чёрном поле вверху слева и внизу справа — по серебряной шестилучевыми звезде, во втором и третьем серебряных полях — червлёный бык с золотыми рогами, языком и копытами.

## Содержание
В гербе лена Эльвсборг объединены гербы ландскапов Дальсланд и Вестергётланд.
Герб лена мог использоваться органами власти увенчанный королевской короной.

Герб Дальсланда
Герб Вестергётланда